# Pic Bogda
Pour les articles homonymes, voir Bogd (homonymie).
Le pic Bogda est un sommet de Chine s'élevant à 5 445 mètres dans la région du Xinjiang, dans la chaîne du Tian Shan et constituant le point culminant du massif du Bogda Shan (en). Il fait partie des vingt plus hauts sommets au monde par sa hauteur de culminance. Sa première ascension a été réussie en 1981 par une expédition japonaise. Sommet populaire parmi les alpinistes chinois, il présente toutefois des passages difficiles sur la seule voie ouverte le long de son arête nord-est.

## Toponymie
Le nom de la montagne vient du mongol Bogd Uul, la « montagne de Dieu », du mongol : ᠪᠣᠭᠳᠠ, VPMC : bogda, cyrillique : Богд, MNS : Bogd, signifiant « saint, sacré », puis dérivé en mandarin en Bogda Feng (chinois simplifié : 博格达峰 ; chinois traditionnel : 博格達峰 ; pinyin : Bógédá fẽng), le « pic de Dieu ».

## Géographie
Le pic Bogda est situé dans le Nord-Ouest de la Chine, dans la région autonome du Xinjiang, à la limite entre la ville-préfecture d'Ürümqi et la préfecture autonome hui de Changji. Il se trouve à environ 50 kilomètres à l'est du centre-ville d'Ürümqi, la capitale du Xinjiang, et plus de 2 000 kilomètres à l'ouest de Pékin, alors que la frontière avec la Mongolie passe à 250 kilomètres au nord-est et celle avec le Kazakhstan à 430 kilomètres au nord-nord-ouest. Il s'élève à 5 445 mètres d'altitude, ce qui en fait le point culminant du Bogda Shan, un des massifs les plus orientaux de la chaîne du Tian Shan. Sa hauteur de culminance par rapport au K2, à plus de 600 kilomètres au sud-ouest sur la frontière avec le Pakistan, est de 4 122 mètres, ce qui en fait le 17e plus proéminent au monde, le troisième de Chine après l'Everest et le Jengish Chokusu, et donc le plus proéminent entièrement en territoire chinois,.
La limite des arbres, essentiellement représentée par des conifères sur le versant septentrional,, se situe aux alentours de 3 700 mètres d'altitude, alors que le versant méridional tourné vers la dépression de Tourfan est plus chaud, sec et venteux. L'étage nival alimente plusieurs glaciers. La température moyenne est comprise entre -16 et −19 °C en janvier et entre 10 et 12 °C en juillet. Les précipitations annuelles sont inférieures à 200 millimètres, concentrées entre juillet et août. Elles se produisent sous forme de neige entre septembre et mai et forment parfois un manteau neigeux de 65 centimètres d'épaisseur. Le temps est généralement venteux et nuageux en fin d'après-midi.
La montagne est constituée de roches du Précambrien et du Paléozoïque.

## Histoire
La première ascension du pic Bogda est réussie par une expédition japonaise du Club alpin de Kyoto dirigée par le général Iwao Nakai. Le camp de base est établi le 27 mai 1981 sur la rive droite du glacier nord de Bogda. Deux camps supérieurs sont établis à près de 4 000 mètres, le 30 mai, puis à 4 700 mètres. L'ascension finale est réalisée par neuf alpinistes et deux cadreurs menés par Kyōko Endō par l'arête nord-est les 9 et 10 juin. Ce même jour, une touriste redescendant du camp I au camp de base fait une chute de vingt mètres dans une crevasse. Les secours ne parvenant pas à l'atteindre, elle finit par mourir.
Les 7, 8 et 10 août de la même année, les douze membres d'une autre expédition japonaise, menée par Ryohei Uchida, réalisent la première ascension de la cime occidentale, à 5 213 mètres d'altitude par son arête nord, après avoir établi leur camp de base le 26 juillet à 3 550 mètres d'altitude, le camp I le 1er août à 4 450 mètres et le camp II le 5 août à 4 850 mètres.

## Activités

### Ascension
La proximité du sommet avec Ürümqi en fait un sommet populaire parmi les alpinistes chinois. Il a une altitude modérée mais présente des pentes raides pouvant atteindre 70°. L'arête nord-est constitue le seul itinéraire vers le sommet. Le camp de base est établi à 3 540 mètres d'altitude ; il est accessible après une marche de 25 à 30 kilomètres depuis le lac Tianchi (littéralement « lac céleste », ou lac Bogda) situé à 1 980 mètres d'altitude. Des cavaliers kazakhs peuvent s'occuper de l'approvisionnement. La meilleure saison pour l'ascension s'étale de juin à août.

### Protection environnementale
Le pic Bogda est protégé depuis 1980 au sein de la réserve naturelle de Tianchi qui s'étend sur 380 km2. En outre, il fait partie du site du Patrimoine mondial de l'UNESCO du Tianshan au Xinjiang qui s'étend depuis 2013 sur 6 068 km2, et en particulier de la zone de Bogda d'une superficie de 387 km2,,.